# Dom Sportova
Dom Sportova – hala widowiskowo-sportowa z lodowiskiem w Zagrzebiu w zachodniej dzielnicy Trešnjevka, mogąca pomieścić 7500 widzów. Swoje mecze rozgrywają tutaj drużyna KHL Medveščak Zagrzeb w hokeju na lodzie w lidze EBEL. Została otwarta w 1972 roku. W skład kompleksu na terenie 32000 m² wchodzi sześć hal sportowych. Poza meczami hokejowymi hala używana jest do rozgrywania innych dyscyplin sportowych: koszykówki, piłki ręcznej, siatkówki, gimnastyki, tenisa ziemnego. W hali mogą się również odbywać koncerty. W latach 1996–1997, 2006–2015 rozgrywano w obiekcie turniej tenisowy mężczyzn Zagreb Indoors.
W hali rozgrywano również, wiele imprez sportowych m.in.: Mistrzostwa Europy w Koszykówce podczas których drużyna gospodarzy (Jugosławii) zdobyła złoty medal, Mistrzostwa Europy w Piłce Ręcznej mężczyzn. Dwukrotnie odbyły się tutaj mistrzostwa Europy w łyżwiarstwie figurowym, miało to miejsce w 2008 oraz 2013 roku. W latach 2007, 2011 oraz 2013 odbyły się tutaj turnieje mistrzostw świata w hokeju na lodzie drugiej dywizji.